# Lian Ross
Josephine Hiebel (8 de diciembre de 1962, Hamburgo), conocida artísticamente como Lian Ross, es una cantante alemana. Es reconocida principalmente por tener éxito en los géneros Hi-NRG y música disco de los ochenta. Entre sus éxitos principales se encuentran , "Say You'll Never", "Fantasy", y "Scratch My Name".

## Discografía

### Álbumes
| Año  | Título                                    | Seudónimo    | Género           | Sello discográfico | País     |
| ---- | ----------------------------------------- | ------------ | ---------------- | ------------------ | -------- |
| 1995 | Enjoy                                     | Tears n' Joy | Eurodance        | Luiggi Records     | España   |
| 1998 | Oh La La La                               | 2 Eivissa    | Dance            | Control            | Alemania |
| 1998 | Neuer Kurs                                | Negakuss     | Rap              | Marlboro Music     | Alemania |
| 1999 | Next Generation                           | Fun Factory  | Pop              | Marlboro Music     | Europa   |
| 1999 | Next Generation (Japanese Deluxe Edition) | Fun Factory  | Pop              | Victor             | Japón    |
| 2002 | ABC Of Music                              | Fun Factory  | Pop              | Victor             | Japón    |
| 2003 | Are You Ready?                            | 2 Eivissa    | Dance            | Blanco y Negro     | España   |
| 2004 | The Best Of...And More                    | Lian Ross    | Euro disco       | ZYX Music          | Alemania |
| 2008 | Maxi-Singles Collection Vol. 1            | Lian Ross    | Euro disco       | ESonCD             | Rusia    |
| 2008 | Maxi-Singles Collection Vol. 2            | Lian Ross    | Euro disco       | ESonCD             | Rusia    |
| 2013 | I Got The Beat                            | Lian Ross    | Eurohouse        | Weiss Records      | España   |
| 2016 | Greatest Hits & Remixes                   | Lian Ross    | Eurohouse        | ZYX Music          | Alemania |
| 2016 | And The Beat Goes On                      | Lian Ross    | Eurohouse, Dance | ZYX Music          | Alemania |

### Sencillos
| Lanzamiento |  |  | Título                                                   |  | Género      | Sello discográfico              |
| ----------- |  |  | -------------------------------------------------------- |  | ----------- | ------------------------------- |
| 1985        |  |  | Fantasy / Saturday Night                                 |  | Italo disco | ZYX Records                     |
| 1985        |  |  | Say You'll Never / I Need A Friend                       |  | Italo disco | ZYX Records                     |
| 1986        |  |  | It's Up To You                                           |  | Disco       | Arrow Records                   |
| 1986        |  |  | Neverending Love "Rap" / Neverending Love "Song"         |  | Rap         | Arrow Records                   |
| 1987        |  |  | Do You Wanna Funk / Magic Moment                         |  | Disco       | Chic                            |
| 1987        |  |  | Oh Won't You Tell Me / Reach Out                         |  | Euro disco  | Chic                            |
| 1988        |  |  | Say Say Say                                              |  | Synthpop    | Polydor                         |
| 1989        |  |  | Feel So Good                                             |  | Eurohouse   | Polydor                         |
| 1993        |  |  | Fantasy `93 / Trying To Forget You                       |  | Eurohouse   | Almighty Records                |
| 1994        |  |  | I Will Die For Love                                      |  | Trance      | unreleased track                |
| 1994        |  |  | Keep This Feeling                                        |  | Eurodance   | Polydor                         |
| 1996        |  |  | When I Look Into Your Eyes                               |  | Pop         | unreleased track                |
| 1998        |  |  | Fantasy `98                                              |  | Eurohouse   | ZYX Music                       |
| 1998        |  |  | Fantasy (Remix)                                          |  | Eurohouse   | ZYX Music                       |
| 2004        |  |  | Fantasy 2004                                             |  | Techno      | Dance Street Records            |
| 2005        |  |  | I Wanna                                                  |  | Techno      | House Nation                    |
| 2005        |  |  | Never Gonna Lose                                         |  | Eurohouse   | ZYX Music                       |
| 2007        |  |  | On The Road Again                                        |  | Eurohouse   | Storm                           |
| 2009        |  |  | Young Hearts Run Free                                    |  | Eurohouse   | Blanco y Negro                  |
| 2012        |  |  | Minnie The Moocher                                       |  | Jazzhouse   | Blanco y Negro                  |
| 2013        |  |  | Say You'll Never 2013 (Promo Only)                       |  | Eurohouse   | Team 33                         |
| 2014        |  |  | Get Closer (Duett with David Tavaré)                     |  | Eurohouse   | Team 33                         |
| 2014        |  |  | All We Need Is Love (feat. TQ)                           |  | Eurohouse   | ZYX Music                       |
| 2014        |  |  | Good Feeling Power (feat. Big Daddi)                     |  | Eurohouse   | Team 33                         |
| 2015        |  |  | You're My Heart, You're My Soul 2015 (feat. Big Daddi)   |  | Eurohouse   | Team 33                         |
| 2016        |  |  | Game of Love (feat. Mode One)                            |  | Eurohouse   | Team 33                         |
| 2016        |  |  | Everything Is Possible                                   |  | Eurohouse   | Team 33                         |
| 2016        |  |  | DR. Mabuse                                               |  | Eurohouse   | Team 33                         |
| 2019        |  |  | Young Forever                                            |  | Eurohouse   | Team 33                         |
| 2020        |  |  | In Your Eyes                                             |  | Eurohouse   | Team 33                         |
| 2020        |  |  | Angel Of Love                                            |  | Eurohouse   | Team 33                         |
| 2021        |  |  | Don't Break My Heart                                     |  | Eurohouse   | Team 33                         |
| 2021        |  |  | You Can Win If You Want (cover)                          |  | Eurohouse   | Team 33                         |
| 2021        |  |  | Summer Wine (feat. Fancy) Original Song by Nancy Sinatra |  | Pop         | Team 33 with GRANITE MUSIC CORP |

### Duetos, actuaciones destacados, colaboraciones, etc.
| Lanzamiento | Título          | Seudónimo                        | Género    | Disponible en el álbum |
| ----------- | --------------- | -------------------------------- | --------- | ---------------------- |
| 2007        | König           | Matthias Reim feat. Lian Ross    | Rock      | Männer sind Krieger    |
| 2008        | A Chi Mi Dice   | Bino feat. Jobel                 | Pop       | Emozioni               |
| 2008        | Solo Tú         | David Tavaré feat. Lian Ross     | Pop       | La Vida Viene Y Va     |
| 2008        | La Vita é Bella | Oliver Lukas feat. Lian Ross     | Pop       | Für Dich               |
| 2012        | Liebe           | Oliver Lukas Duett mit Lian Ross | Pop       | Seiltänzer             |
| 2013        | Am Fenster      | Matthias Reim                    | Rock      | Unendlich              |
| 2015        | Dale Duro       | Tapo & Raya ft. 2 Eivissa        | Eurohouse |                        |
| 2015        | Viernes Tarde   | Tanny Mas ft. Lian Ross          | Pop       | True Illusions         |